# Table à neige
La table à neige aussi appelée planche à neige est un instrument de météorologie servant à mesurer la quantité de neige récemment tombée au sol, au contraire du nivomètre qui mesure l'équivalent en eau de celle-ci,. Elle fournit plus particulièrement la hauteur de la dernière neige tombée pendant une période définie. 

## Description

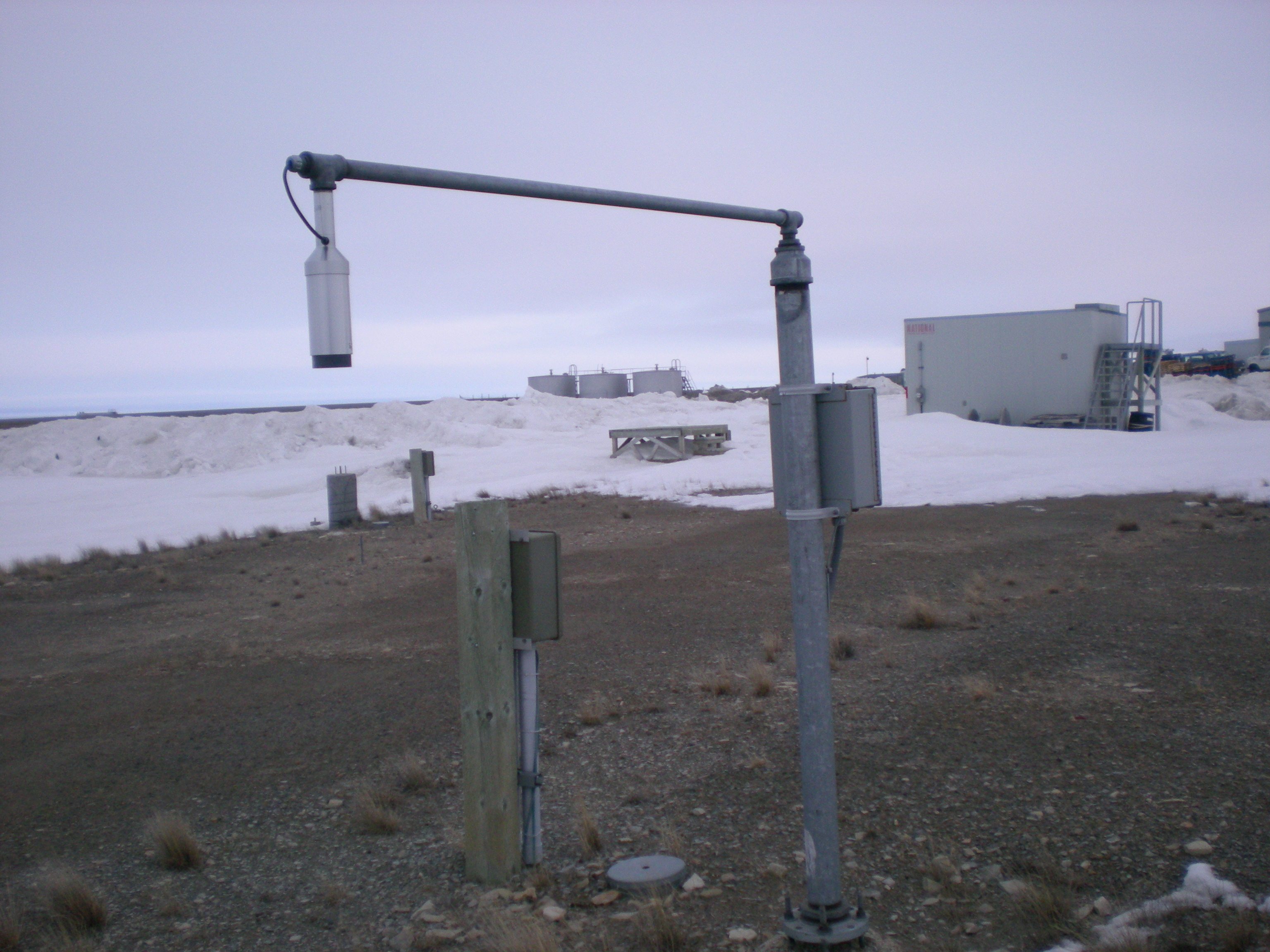
Capteur à ultrason pour mesurer la hauteur de neige au-dessus de la planche.

La planche à neige est une sorte de table peinte en blanc, mesurant généralement 930 cm2, qui est placée normalement au sol où au-dessus de la couche nivale antérieure,. L'endroit idéal pour mettre une table à neige est sur un grand espace plat, loin des bâtisses et des arbres où le vent a peu d'emprise pour former des congères. 
La plupart des planches à neige sont encore traditionnelles avec une simple règle verticale en leur centre permettant de mesurer l'épaisseur de neige. Certains complètent le système de mesure de hauteur de neige par une webcam pour une lecture analogique à distance, en temps réel ou mis à jour de manière variable.

### Mesure automatisée
De plus en plus, les tables à neige sont remplacées par des capteurs laser ou ultrasons qui émettent vers une surface plane se trouvant au sol et sur laquelle la neige s'accumule. L'analyse de la différence de temps entre le retour venant du sol et celui venant du sommet de la neige permet de déterminer automatiquement la neige accumulée.
De même, un nivomètre à rayons gamma, utilise une source de ce rayonnement placé au sol sous une couche de neige. Les particules émises sont en partie absorbées et diffusées par la masse de neige le surplombant. En notant cette variation avec le capteur, on obtient l'équivalent en eau du manteau neigeux et donc son épaisseur,.

## Usage
La table à neige est le plus souvent utilisée pour la mesure des accumulations horaires. Ainsi le technicien ira chaque heure prendre la mesure et enlèvera la neige tombée et mesurée afin d'avoir une aire libre de neige pour la mesure suivante. Selon le type de station météorologique, il est possible que la mesure soit plus fréquente, surtout avec les capteurs électroniques, ou à des intervalles de plusieurs heures ou journaliers.

## Effet du vent
La neige est le plus souvent soufflée par le vent lors d'une tempête de neige. La mesure donnée par la table à neige comporte donc une erreur proportionnelle à la force du vent. Il est donc préférable de prendre les mesures à des intervalles plus rapprochés. Pour minimiser cette erreur sur la durée totale d'une tempête, plusieurs tables à neige réparties autour de la station permettent de faire une moyenne plus significative,.